# سامائيل

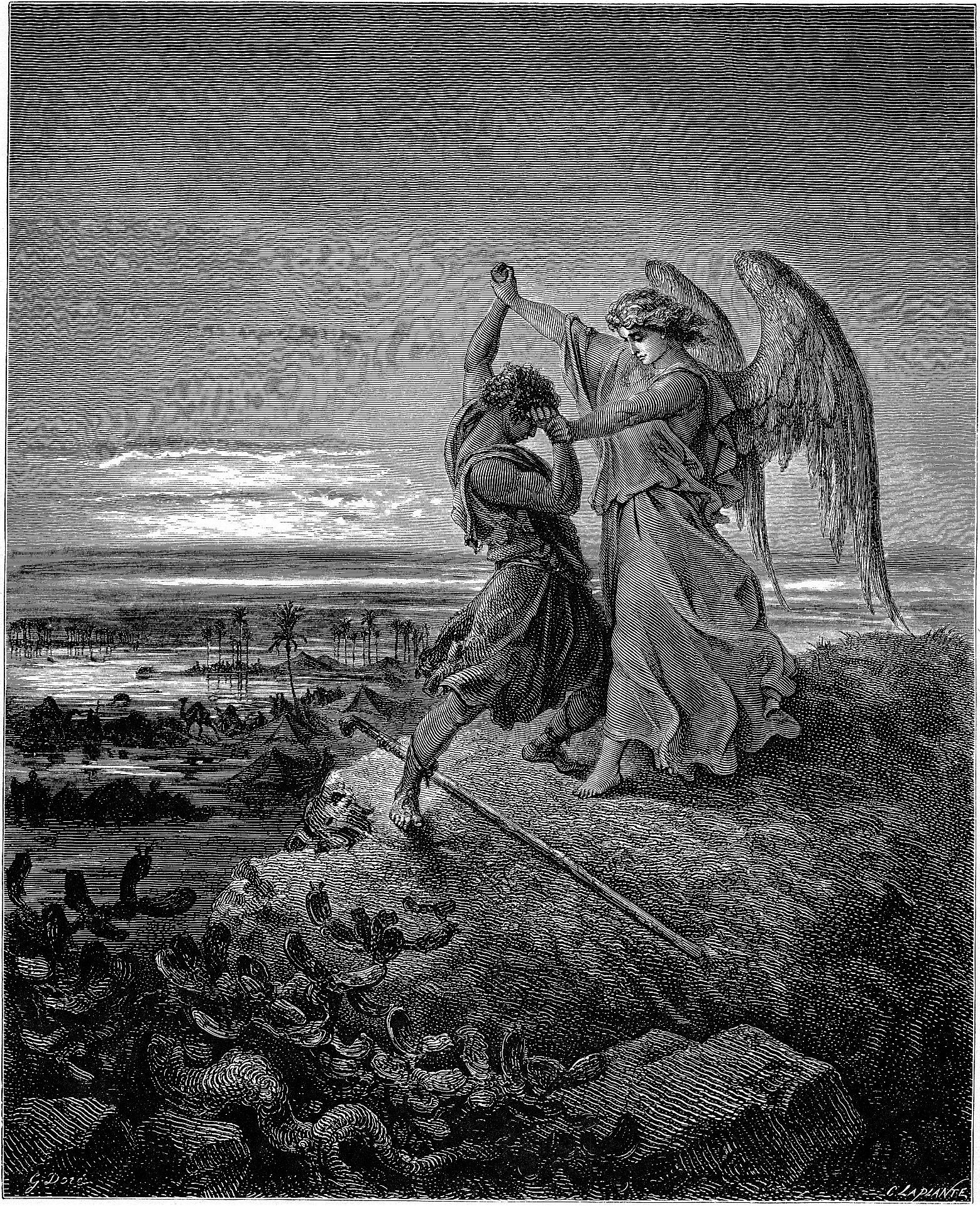
يعقوب يتصارع مع الملاك سمايل، غوستاف دوريه (1855)

سامائيل أو سمايل أو إسماعيل (بالإنجليزية: Samael)‏ الاسم من بين ما يعني (سُمُّ اللهِ أو سمع الإله)، هو رئيس الملائكة في التلمود وتقاليد ما بعد التلمود، هو المُتهم، المُغوي، والمُدمِّر.

## نُبذة
على الرغم من أن العديد من وظائفه تشبه الفكرة المسيحية عن الشيطان، إلى حد أنه يتم تعريفه أحيانًا على أنه ملاك ساقط، وفي أحيان أخرى فهو ليس بالضرورة شرير، لأن وظائفه هي أيضًا تعتبر ناتجاً عن الخير، مثل إهلاك الخطاة.
أحد أعظم أدوار سامائيل في التقاليد اليهودية هو دور الملاك الرئيسي للموت ورأس الشياطين. على الرغم من أنه يتغاضى عن خطايا الإنسان، إلا أنه يظل أحد خدام الله. يظهر بشكل متكرر في قصة جنة عدن وهبوط آدم وحواء مع الثعبان في الكتابات خلال فترة الهيكل الثاني. لكن الثعبان ليس من صور سامائيل، ولكنه ركب وحشًا مثل الجمل. في بعض التقاليد، يُعتقد أيضًا أنه والد قايين، وشريك ليليث. ويُعتبر قوة الإله التوليدية.

## روابط خارجية
- الموسوعة اليهودية